# Hessigheimer Felsengärten
Die Hessigheimer Felsengärten (ältere Bezeichnung auch Besigheimer Felsengärten, im Volksmund auch Schwäbische Dolomiten) sind ein Naturschutzgebiet des Naturraums Neckarbecken, aufgrund seiner Felsen ein beliebtes Klettergebiet und zählen zu den bedeutendsten Geotopen Deutschlands.

## Lage
Die Hessigheimer Felsengärten liegen nördlich des Ortes Hessigheim an einem Prallhang des Neckars.

## Geologie
Das Gestein des Oberen Muschelkalk entstand vor ca. 243 bis 245 Millionen Jahren in der Trias durch Ablagerung im Meer. Durch tektonische Vorgänge im Lauf der Erdgeschichte wurden die Gesteinsschichten über den Meeresspiegel gehoben, damit begann die Abtragung. Der Neckar hat sich hier an einem Prallhang schon unter das Niveau des harten Oberen bis in den Mittleren Muschelkalk eingegraben, dessen Evaporite weniger abtragungsresistent als die obere Schicht sind. Nahe der Talkante, wo an einer Seite das Gesteinspaket angeschnitten ist, findet starke Auslaugung statt, durch die der Mittlere Muschelkalk hier abgesackt ist und Partien des Oberen Muschelkalks darüber sich teils blockhaft aus dem Verband gelöst haben und als Felsmauern und -türme vor der Muschelkalkwand talwärts abgerutscht sind.
Diese Erosionserscheinung schreitet auch heute noch voran. Erwähnenswerte Felsstürze gab es in letzter Zeit im Jahr 1924, damals bis hinunter zum Neckar, sowie im Jahr 1973, im Jahr 1983 und im Jahr 2002. Mittlerweile werden die Gefahren des Felssturzes für die Allgemeinheit durch aufwendige Sicherungsmaßnahmen wie Felsabtragungen und Schutzzäune vermindert.
Die erste bekannte geologische Beschreibung gab Georg Wagner im Jahre 1913.

## Naturschutz
Bereits 1942 wurden die Hessigheimer Felsengärten per Verordnung vom württembergischen Kultminister als Naturschutzgebiet ausgewiesen und ins Reichsnaturschutzbuch eingetragen. Mit diesem Schritt wurde es auch verboten, „an den vom Neckar aus sichtbaren Wänden der Felsen und Felstürme zu klettern“. Das Naturschutzgebiet Felsengärten hatte damals eine ursprüngliche Größe von rund 2,7 ha.
2002 wurde eine Verordnung über das Naturschutzgebiet Hessigheimer Felsengärten erlassen. Mit dieser Verordnung trat die Verordnung von 1942 außer Kraft und die Fläche des Naturschutzgebiets wurde auf 5 ha festgelegt.
Das Naturschutzgebiet ist seit 2005 Teil des FFH-Gebiets Nördliches Neckarbecken (Kennung: 7021-342).

### Schutzzweck

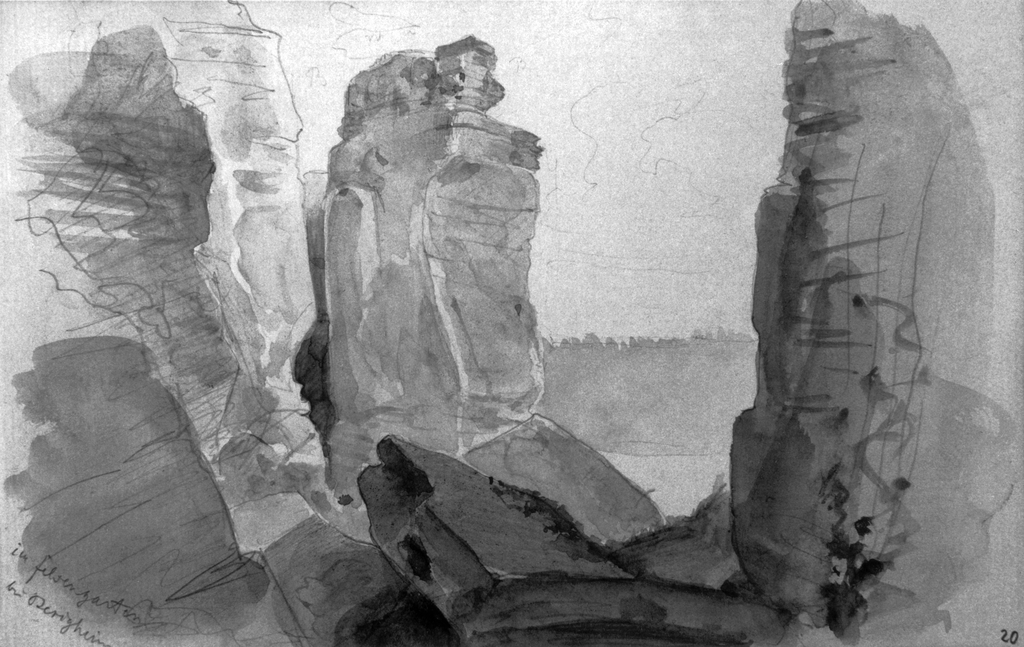
Die Felsengärten bei Besigheim um 1857, Aquarell von General Eduard von Kallee

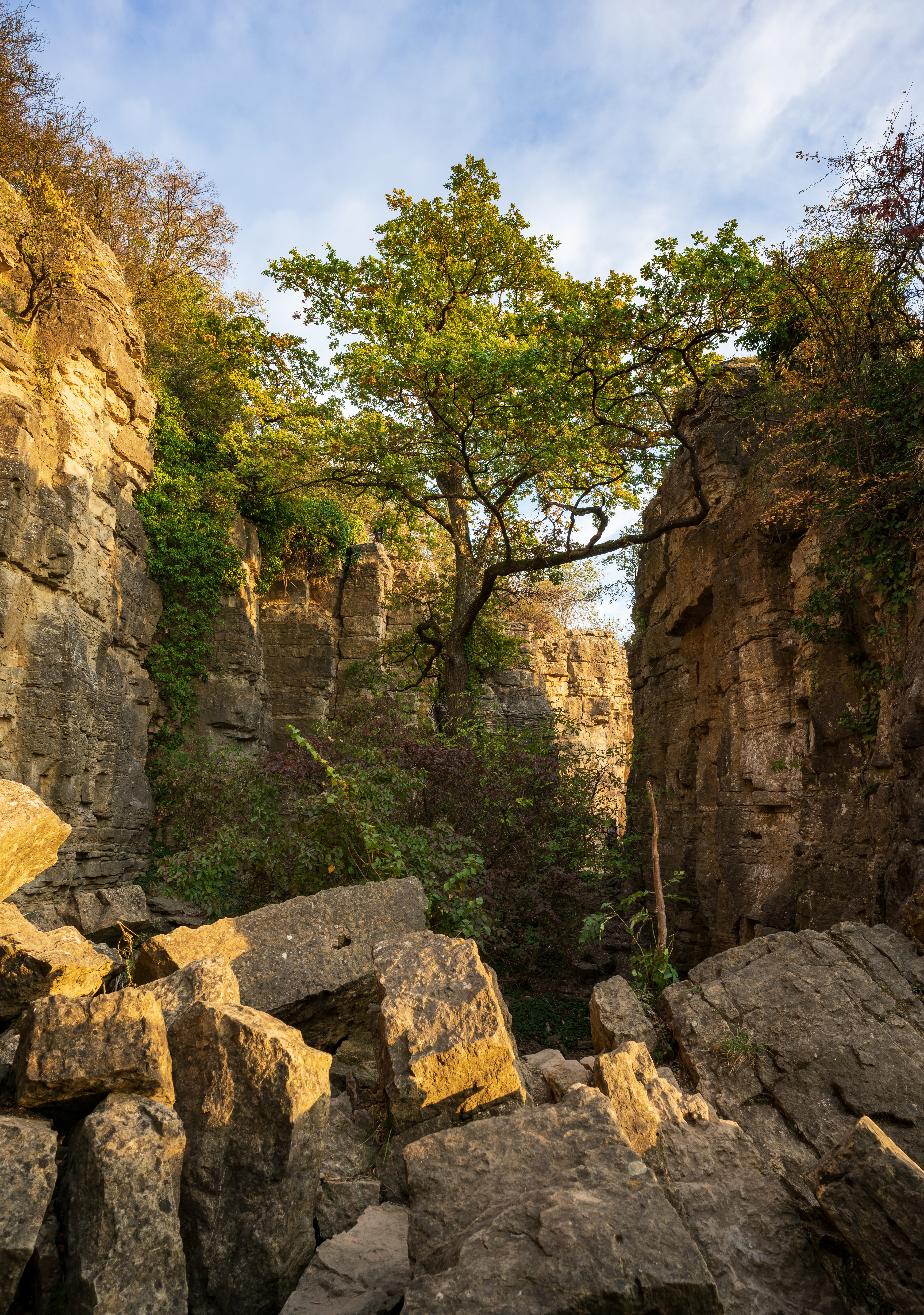
Hessigheim – Felsengärten – die Kluft mit der Eiche

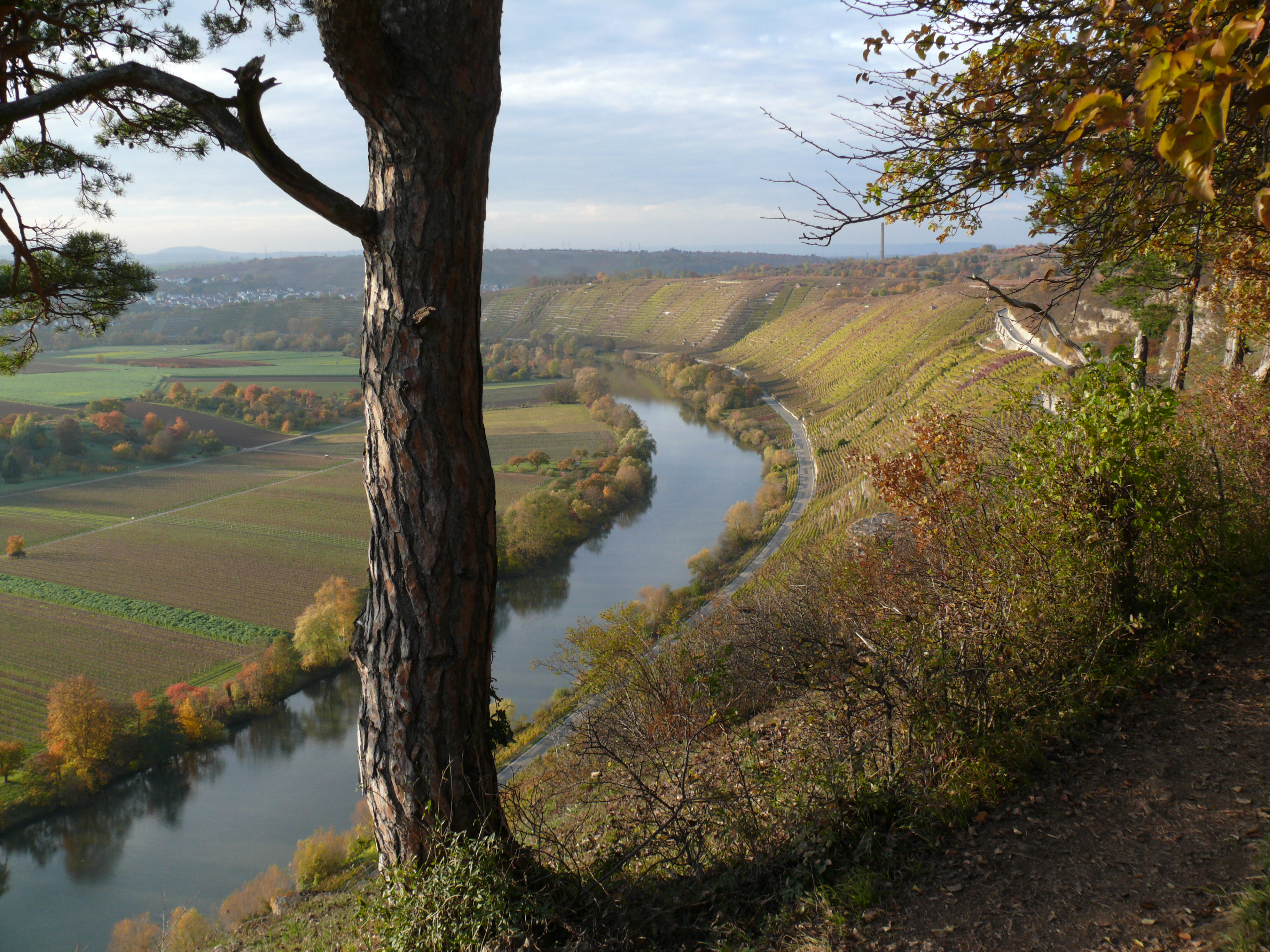
Blick von den Felsengärten über das Neckartal

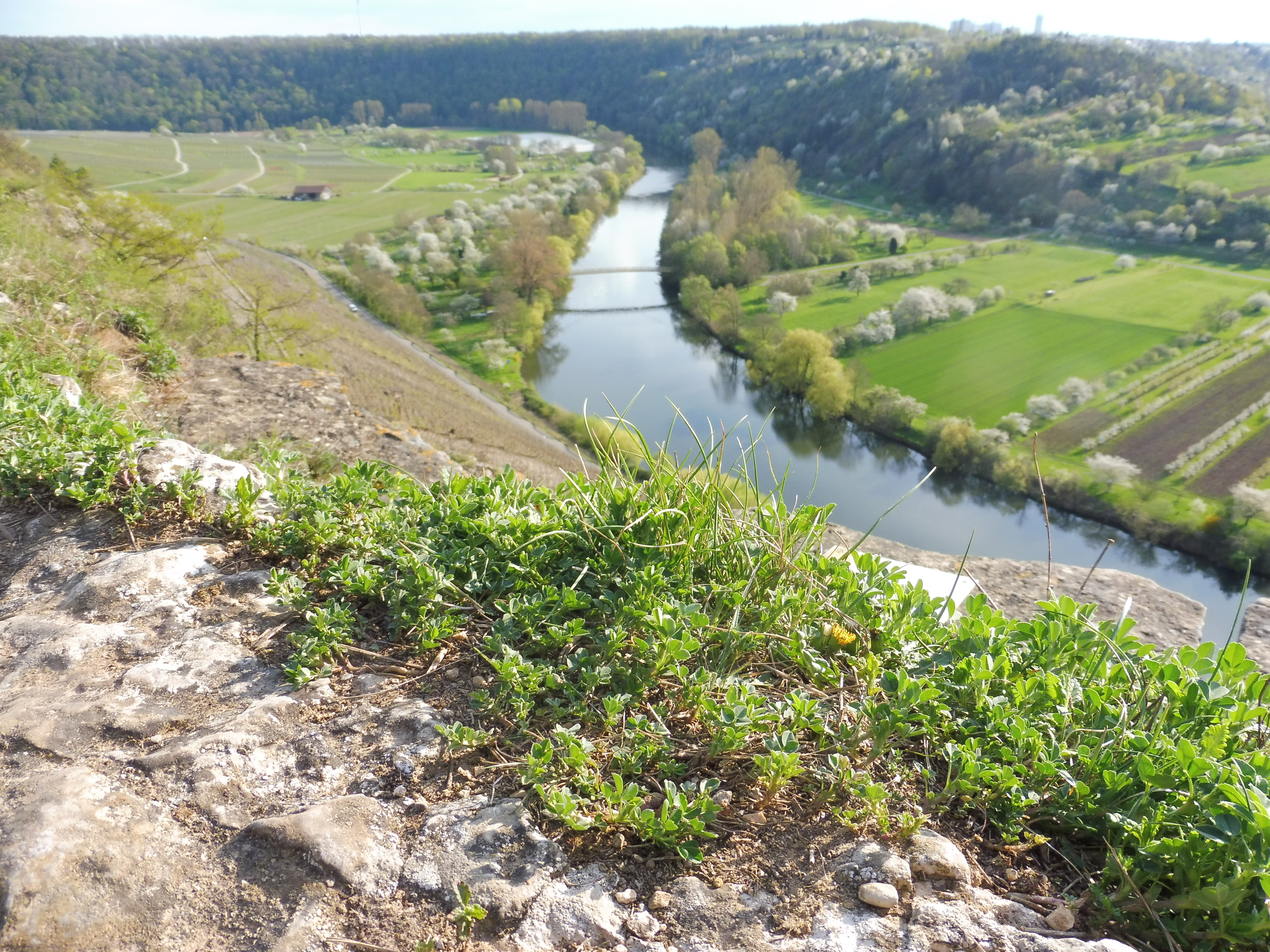
Schlesischer Löwenzahn im Naturschutzgebiet

Laut der 2002 erlassenen Verordnung soll der Erhalt und die Förderung eines für den Naturraum einzigartigen Felslebensraums und seiner Umgebung geschützt werden. Insbesondere wegen:
- der besonderen Entstehungsgeschichte der Felsengärten;
- der bizarren Felsgebilde, der Türme, der tiefen Felsspalten und Schluchten, der Geröllhalden und der Felsstürze unterhalb der Felsengärten;
- den für den Naturraum einmaligen Standorten der Felsen, ihrer Köpfe und Spalten mit ihrer hoch spezialisierten Fauna und Flora der Magerrasen und Felsbandgesellschaften;
- der aus der ehemaligen Bewirtschaftung resultierenden Pflanzendecke der blütenreichen Halbtrockenrasen, der wärmeliebenden, kräuterreichen Saum- und Gebüschgesellschaften;
- des laubholzreichen Linden-Ahorn-Mischwäldchens im Zentrum der Schlucht;
- des Reliktstandorts für das Kalk-Blaugras, das hier ein isoliertes Vorkommen hat und
- des Vorkommens geschützter und bedrohter Tier- und Pflanzenarten;
- den in dem Gebiet vorkommenden FFH-Lebensraumtypen „Kalk-Pionierrasen“ (6110), „Trespen-Schwingel-Kalk-Trockenrasen“ (6210) sowie „Natürliche und naturnahe Kalkfelsen und ihre Felsspaltenvegetation“ (8210) nach Anhang l der Richtlinie 92/43/EWG des Rates vom 21. Mai 1992 zur Erhaltung der natürlichen Lebensräume sowie der wildlebenden Tiere und Pflanzen.

## Klettern
Die Hessigheimer Felsengärten sind ein beliebtes Ziel für Kletterer. Die ersten Kletterer im Felsengarten gab es wohl seit den 1920ern, die sich hier auf große Touren in den Alpen vorbereiteten. Heute gibt es über 130 Kletterrouten. Die bis zu 18 m hohen Felswände haben Schwierigkeiten vom 3. bis zum 9. Grad.

### Kletterregelung
Für Kletterer gelten die Verbote des Naturschutzgebietes nicht, sofern sie:
- nur die freigegebene Routen klettern,
- nicht an den dem Neckar zugewandten Wänden der Felstürme klettern,
- keine neuen Klettertouren anlegen,
- neue Haken nur in Absprache mit der höheren Naturschutzbehörde anbringen,
- wegen Vogelbrut gesperrte Kletterrouten nicht klettern,
- Magnesia nur äußerst sparsam einsetzen und
- auf den Felsköpfen nicht lagern.